# 17951 Фенска
17951 Фенска (17951 Fenska) — астероїд головного поясу, відкритий 10 травня 1999 року.
Тіссеранів параметр щодо Юпітера — 3,597.